# Выборы глав субъектов Российской Федерации в 1996 году
Выборы глав субъектов России в 1996 году проходили во многих регионах страны. К этому году закончился пятилетний период, в течение которого большинство глав администраций назначались через указы президента. Весной-летом прошли выборы мэра Москвы, губернатора Санкт-Петербурга и президента Татарстана, руководители которых были избраны ещё в 1991 году. В августе 1996 года сложились коалиции, которые были основными конкурентами на голосовании: Народно-патриотический союз России во главе с Геннадием Зюгановым и Общероссийский координационный совет (ОКС) во главе с Сергем Филатовым. В ходе избирательной кампании ОКС испытывал трудности из-за внутренних конфликтов и чуть не распался в октябре. В основном поддержку получали действующие губернаторы. В начале кампании НПСР публично и централизованно публиковал списки своих кандидатов, но к концу кампании отдал часть инициативы на места. Среди кандидатов, поддержаных НПСР были три действующих губернатора.

## Первое полугодие

### Республика Татарстан
Выборы президента Татарстана состоялись 24 марта 1996 года, на них единственным кандидатом был действующий глава республики Минтимер Шаймиев. Изначально на пост президента республики были выдвинуты ещё 4 кандидата, но никому из них не удалось собрать 50 тысяч подписей (Шаймиев собрал 136 тысяч). Сложилась ситуация безальтернативных выборов, президент Борис Ельцин указом согласился с постановлением Государственного Совета Татарстана о назначении выборов на март 1996 года. В городах и сёлах были развешаны плакаты, призывающие голосовать за Шаймиева, однако позже они были заменены на напоминание гражданам о приближении выборов. По итогам выборов Шаймиев набрал 97,14 % голосов. В сельских районах процент явки был и голосов за Шаймиева был выше, чем в городах и достигал отметок в 90 % явки и почти 100 % за Шаймиева. Президент Борис Ельцин и председатель Государственной думы Геннадий Селезнёв поздравили Минтимера Шаймиева с победой. Инаугурация состоялась 3 апреля.
| Место                   | Место                   | Кандидат                | Голосов   | %        |
| ----------------------- | ----------------------- | ----------------------- | --------- | -------- |
|                         | 1.                      | Минтимер Шаймиев        | 1 968 130 | 97,14 %  |
|                         | 2.                      | Против                  | 56 896    | 2,81 %   |
| Явка                    | Явка                    | Явка                    |           | 77,76 %  |
| Общее число избирателей | Общее число избирателей | Общее число избирателей | 2 607 300 | 100,00 % |

### Санкт-Петербург
Выборы губернатора Санкт-Петербурга состоялись 19 мая и 2 июня (первый и второй тур соответственно), победу на них одержал Владимир Яковлев.
Перед первым туром считалось, что наибольшие шансы на победу имеет Анатолий Собчак с рейтингом в 33 %. Всего было выдвинуто 33 кандидата, 22 из них смогли собрать 40 тысяч подписей, кандадатами стали 18 человек. 13 мая было объявлено о создании коалиции кандидатов в губернаторы (также называемой «третьей силой», после Собчака и Болдырева) между кандидатом от партии Яблоко Игорем Артемьевым, бывшим вице-мэром Вячеславом Щербаковым и Владимиром Яковлевым. Кандидаты договорились после победы создать коалиционное правительство города и осуществлять единую программу, Артемьев и Щербаков сняли свои кандидатуры с выборов, так же поступили ещё 2 человека.
По итогам первого тура, Собчак набрал 29 %, на второе место вышел вице-мэр города Владимир Яковлев с 22 %, что было в два раза больше, чем предсказывали предвыборные опросы. Быстрый рост популярности Яковлева ставил под вопрос победу Собчака во втором туре. Точность прогнозов в отношении Собчака показала, что его электорат был достаточно устойчивым и не менял своих симпатий. Действующему мэру также помогла конкуренция между его многочисленными соперниками. Третье место занял Юрий Болдырев (17 % голосов), шедший в предвыборных опросах наравне с Яковлевым или даже опережавший его. Агентство, занимающееся рекламной кампанией Собчака арендовало пустующие рекламоносители на предвыборный период сразу у нескольких ведущих рекламных фирм, сторонники Яковлева же стали раздавать небольшие книжечки с фотографией кандидата, схемой метро и полезными номерами телефонов. Закон о выборах губернатора требовал назначить повторное голосование в течение 30 дней после первого тура, однако точно не было прописано в чью компетенцию входит эта функция: законодательного собрания или избиркома. Администрация добивалась как можно более раннего проведения повторного голосования, возможно это было связано с растущим рейтинга Яковлева. После выхода Яковлева во второй тур к коалиции присоединился бывший председатель Петросовета Александр Беляев, губернатор Ленинградской области Александр Беляков никого не поддержал, однако присутствовал на пресс-конференции Яковлева и участников коалиции, Юрий Севенард заявил, что Яковлев ему симпатичнее. Ключевой фигурой во втором туре стал Юрий Болдырев, который сохранил нейтралитет, хотя высказался, что Петербургу нужен новый губернатор.
2 июня состоялся второй тур голосования, по итогам которого победил Владимир Яковлев с результатом в 47,5 %, явка упала на 5 % и составила 44,2 %.
| Место       | Кандидат            | 1-й тур | 2-й тур |
| ----------- | ------------------- | ------- | ------- |
| 1           | Владимир Яковлев    | 21,58 % | 47,49 % |
| 2           | Анатолий Собчак     | 29,02 % | 45,76 % |
| 3           | Юрий Болдырев       | 17,09 % |         |
| 4           | Юрий Севенард       | 10,02 % |         |
| 5           | Александр Беляков   | 9,82 %  |         |
| 6           | Александр Беляев    | 4,47 %  |         |
| 7           | Владимир Ходырев    | 1,38 %  |         |
| 8           | Сергей Андреев      | 1,09 %  |         |
| 9           | Юрий Шутов          | 0,68 %  |         |
| 10          | Владислав Карабанов | 0,39 %  |         |
| 11          | Сергей Васильев     | 0,37 %  |         |
| 12          | Алексей Левашёв     | 0,29 %  |         |
| 13          | Вячеслав Улыбин     | 0,21 %  |         |
| 14          | Сергей Рудасев      | 0,08 %  |         |
| Против всех | Против всех         | 2,05 %  | 5,84 %  |
| Явка        | Явка                | ~ 49 %  | 44,2 %  |

### Москва
Выборы мэра Москвы состоялись 16 июня 1996 года одновременно с президентскими выборами. Победу на них предсказуемо одержал Юрий Лужков, получив 88,49 % голосов. Во время кампании действующий мэр уходил от открытой политической полемики, ограничившись поддержкой Бориса Ельцина. Организованная оппозиция не стала выдвигать против него единого кандидата, многие избиратели Зюганова на президентских выборах одновременно поддержали действующего мэра. Количество голосов за Лужкова колебалось от 84,24 % в Басманном районе до 92,24 % в Капотне.
7 июня на кандидата в вице-мэры Москвы Валерия Шанцева (шёл вместе с Лужковым) было совершено покушение. В ходе кампании кандидат Александр Краснов заявил, что Лужков воспользовался своим служебным положением и использовал огромные средства на свою предвыборную кампанию.
Результаты выборов мэра Москвы:
| Место                      | Кандидаты                  | Кандидаты                  | Количество голосов | Процент голосов |
| Место                      | В мэры                     | В вице-мэры                | Количество голосов | Процент голосов |
| -------------------------- | -------------------------- | -------------------------- | ------------------ | --------------- |
| 1.                         | Юрий Лужков                | Валерий Шанцев             | 4 095 584          | 88,49 %         |
| 2.                         | Ольга Сергеева             | Станислав Терехов          | 228 544            | 4,94 %          |
| 3.                         | Александр Краснов          | Николай Москвичёв          | 153 389            | 3,31 %          |
| 4.                         | Владимир Филоненко         | Михаил Чумаков             | 11 982             | 0,26 %          |
| Против всех                | Против всех                | Против всех                | 79 400             | 1,72 %          |
| Недействительные бюллетени | Недействительные бюллетени | Недействительные бюллетени |                    | 1,28 %          |

## Сентябрь
| Дата выборов | Вид выборов                              | Результаты выборов (избранное должностное лицо, повторное голосование, недействительность выборов) | Итоги голосования (в процентах) | Примечания                                     |
| ------------ | ---------------------------------------- | -------------------------------------------------------------------------------------------------- | --- | ---------------------------------------------- |
| 1 сентября   | губернатора Саратовской области          | Избран Дмитрий Аяцков.                                                                             | активность — 56,53 % Дмитрий Аяцков, действующий губернатор — 80,19 % Анатолий Гордеев, советник Председателя ЦК КПРФ — 16,06 % Виталий Павлов, руководитель областного отделения движения «Вперёд, Россия!» — 0,61 % против всех — 1,70 % |                                                |
| 22 сентября  | Выборы губернатора Амурской области      | Губернатор не избран, 28 ноября результаты выборов отменены судом.                                 | активность — 36,85 % Александр Белоногов, председатель Облсовета — 41,10 % Юрий Ляшко, действующий губернатор — 41,02 % Павел Штейн, депутат Совета Федерации I созыва, член КПРФ — 9,34 % против всех — 6,94 % | Повторные выборы состоялись 23 марта 1997 года |
| 29 сентября  | Выборы губернатора Ленинградской области | Избран Вадим Густов.                                                                               | активность — 34,43 % Вадим Густов, президент общественной организации «Союз „Северо-Западное согласие“» — 53,37 % Александр Беляков — 31,66 % Геннадий Золототрубов, заместитель главного врача горбольницы N 10 Санкт-Петербурга — 2,27 % Юрий Терентьев, помощник депутата Государственной думы — 2,25 % Владимир Степанов — 1,29 % Сергей Модестов, депутат Законодательного Собрания области — 1,16 % Евгений Истомин, уполномоченный по правам человека в Санкт-Петербурге — 1,07 % Вячеслав Марычев, помощник депутата Государственной Думы — 0,46 % против всех — 5,06 % |                                                |
| 29 сентября  | Выборы губернатора Ростовской области    | Избран Владимир Чуб.                                                                               | активность — 44,44 % Владимир Чуб, действующий губернатор — 62,16 % Леонид Иванченко, депутат Государственной Думы, бывший секретарь обкома — 31,60 % Виктор Пятиков, председатель ТОО «Тихий Дон» — 1,61 % против всех — 2,84 % |                                                |

## Октябрь
| Дата выборов | Вид выборов                                                        | Результаты выборов (избранное должностное лицо, повторное голосование, недействительность выборов)    | Итоги голосования (в процентах) | Примечания                   |
| ------------ | ------------------------------------------------------------------ | --- | --- | ---------------------------- |
| 6 октября    | Выборы губернатора Вологодской области                             | Избран Вячеслав Позгалёв.                                                                             | активность — 44,73 % Вячеслав Позгалёв — 80,69 % Михаил Суров, депутат Законодательного собрания области — 4,21 % Михаил Безнин, проректор Вологодского государственного педагогического университета — 3,22 % Николай Подгорнов, бывший губернатор — 3,18 % Александр Киселёв, депутат Законодательного Собрания области — 2,74 % Владимир Штейнгарт, директор Детско-юношеской спортивной школы № 5 г. Череповец — 0,29 % против всех — 4,03 % |                              |
| 6 октября    | Выборы губернатора Калининградской области                         | Во второй тур вышли Юрий Маточкин и Леонид Горбенко.                                                  | активность — 45,14 % Юрий Маточкин, действующий губернатор — 31,33 % Леонид Горбенко, начальник Калининградского морского рыбного порта — 22,29 % Юрий Семёнов, бывший первый секретарь обкома КПСС — 21,65 % Виктор Васильев, депутат Калининградской областной Думы — 5,41 % Виктор Сыроватко — 4,81 % Леонид Макуровпредседатель объединения «Безопасность Отечества» — 4,15 % Виктор Тимофеев, председатель Балтийского отделения Партии народного согласия — 1,27 % против всех — 6,58 %                                                                              |                              |
| 6 октября    | Выборы губернатора Кировской области                               | Во второй тур вышли Владимир Сергеенков и Геннадий Штин.                                              | активность — 50,81 % Владимир Сергеенков, депутат Государственной думы — 39,64 % Геннадий Штин, бывший заместитель губернатора — 30,54 % Василий Десятников, действующий губернатор — 18,20 % Пётр Полянцев, глава администрации Унинского района области — 5,63 % против всех — 4,55 % |                              |
| 13 октября   | Выборы губернатора Ямало-Ненецкого автономного округа              | Избран Юрий Неёлов.                                                                                   | активность — 49,12 % Юрий Неёлов, действующий губернатор — 68,88 % Владимир Гоман, депутат Госдумы — 22,77 % Геннадий Кудрявцев, — 1,95 % Василий Крюк, заместитель директора Салехардского филиала авиакомпании «Тюменьавиатранс» — 0,50 % против всех — 4,15 % |                              |
| 20 октября   | Выборы губернатора Калининградской области (повторное голосование) | Избран Леонид Горбенко.                                                                               | активность — 43,63 % Леонид Горбенко — 49,56 % Юрий Маточкин — 40,44 % против всех — 8,29 % |                              |
| 20 октября   | Выборы губернатора Кировской области (повторное голосование)       | Избран Владимир Сергеенков.                                                                           | активность — 54,32 % Владимир Сергеенков — 50,46 % Геннадий Штин — 45,45 % против всех — 3,11 % |                              |
| 20 октября   | Выборы губернатора Курской области                                 | Избран Александр Руцкой.                                                                              | активность — 51,91 % Александр Руцкой, председатель Социал-патриотического движения «Держава» — 76,85 % Василий Шутеев, действующий губернатор — 17,55 % Вячеслав Молокоедов, председатель Сеймского отделения Курского регионального центра по защите прав человека — 0,69 % Александр Куренинов, бывший представитель Президента РФ в области — 0,62 % Виталий Пушкарёв — 10,94 % Виктор Асадчий — 1,30 % Владимир Жуков — 0,83 % против всех — 3,22 % |                              |
| 20 октября   | Выборы губернатора Псковской области                               | Во второй тур вышли Владислав Туманов и Евгений Михайлов.                                             | активность — 51,91 % Владислав Туманов, действующий губернатор — 30,92 % Евгений Михайлов, депутат Госдумы (ЛДПР) — 22,71 % Владимир Сидоренко, генеральный директор агрофирмы «Черская» (АПР) — 14,93 % Иван Комар, заместитель начальника отдела тактической подготовки войниской части 25953 — 14,09 % Виталий Пушкарёв, исполнительный директор СП «Нордик-Фуд-Компани» и бывший председатель Облсовета — 10,94 % Виктор Асадчий, председатель Псковской городской Думы — 1,30 % Владимир Жуков, генеральный директор ТФК «Партнер-Плюс» — 0,83 % против всех — 3,22 % |                              |
| 20 октября   | Выборы губернатора Сахалинской области                             | Избран Игорь Фархутдинов.                                                                             | активность — 33,69 % Игорь Фархутдинов, действующий губернатор — 39,47 % Анатолий Чёрный, исполнительный директор Дальневосточных проектов НК «Сиданко» — 27,20 % Николай Долгих, президент ФПГ «Сахалин» и бывший вице-губернатор — 9,44 % Владимир Берсенев, вице-президент акционерной нефтяной компании «Шельф» — 7,21 % Николай Литвин, начальник Сахалинского территориального антимонопольного управления — 4,42 % Валиулла Максутов, председатель Сахалинской областной Думы — 1,50 % против всех — 7,89 %                                                         | Выборы проходили в один тур. |
| 20 октября   | Выборы губернатора Еврейской автономной области                    | Избран Николай Волков.                                                                                | активность — 42,48 % Николай Волков, действующий губернатор — 70,09 % Сергей Лесков, заместитель директора внешнеэкономической фирмы «Дальагропромэлектро» — 16,28 % против всех — 11,50 % |                              |
| 27 октября   | Выборы губернатора Краснодарского края                             | Губернатор не избран, выборы признаны несостоявшимися из-за непреодоления порога явки в 50 % голосов. | активность — 43,29 % Николай Кондратенко, первый заместитель гендиректора ОАО «Краснодарглавснаб» — 57,17 % Николай Егоров, действующий губернатор — 24,75 % Виктор Крохмаль, президент ОАО «Кубаньхлебопродукт» — 7,79 % Борис Вавилов, депутат Законодательного собрания края — 2,33 % Евгений Харитонов, экс-губернатор — 2 % Василий Дьяконов, экс-губернатор — 1,10 % Сергей Глотов, депутат Госдумы — 0,47 % Александр Куемжиев, депутат Законодательного собрания края — 0,37 % А. Травников — 0,26 М. Цыхманов — 0,19 % против всех — 2,30 %                       |                              |
| 27 октября   | Выборы губернатора Ставропольского края                            | Во второй тур вышли Александр Черногоров и Пётр Марченко.                                             | активность — 45,37 % Александр Черногоров, депутат Госдумы (КПРФ) — 47,80 % Пётр Марченко, действующий губернатор — 37,63 % Александр Коробейников, заместитель председателя правления Центра по исследованиям межнациональных и межрегиональных проблем по Северному Кавказу — 6,02 % Алексей Кулаковский, бывший представитель Президента РФ в крае — 3,03 % Василий Гаранжа, заместитель директора РСУ «Трансстрой-С» холдинговой компании «Стройтранс» — 0,71 % против всех — 3,45 %                                                                                   |                              |
| 27 октября   | Выборы губернатора Калужской области                               | Во второй тур вышли Валерий Сударенков и Олег Савченко.                                               | активность — 43,12 % Валерий Сударенков, председатель Законодательного собрания области — 45,76 % Олег Савченко, действующий губернатор — 39,63 % Геннадий Пушкин, помощник депутата Государственной Думы РФ — 3,57 % против всех — 7,41 % |                              |
| 27 октября   | Выборы губернатора Читинской области                               | Избран Равиль Гениатулин.                                                                             | активность — 46,17 % Равиль Гениатулин, действующий губернатор — 30,76 % Ярослав Швыряев, генеральный директор ОАО «Читаэнергострой» — 22,89 % Владимир Богатов, депутат Госдумы (ЛДПР) — 19,55 % Виктор Курочкин, депутат Госдумы (ДР) — 10,98 % Виктор Колесников, депутат Госдумы (АПР) — 7,14 % против всех — 5,80 % | Выборы проходили в один тур. |
| 27 октября   | Выборы губернатора Агинского Бурятского автономного округа         | Ни один из кандидатов не избран.                                                                      | активность — 60,46 % Болот Аюшиев, действующий губернатор — 46,71 % Юрий Дондоков, председатель общественно-политического движения «За единство и развитие» — 46,16 % против всех — 4,02 % |                              |
| 27 октября   | Выборы губернатора Ханты-Мансийского автономного округа            | Избран Александр Филипенко.                                                                           | активность — 47,42 % Александр Филипенко, действующий губернатор — 71,49 % Геннадий Корепанов, заместитель губернатора по социальным вопросам — 11,18 % против всех — 14,82 % |                              |

## Ноябрь
| Дата выборов | Вид выборов                                                     | Результаты выборов (избранное должностное лицо, повторное голосование, недействительность выборов)           | Итоги голосования (в процентах) | Примечания                   |
| ------------ | --------------------------------------------------------------- | --- | --- | ---------------------------- |
| 3 ноября     | Выборы губернатора Магаданской области                          | Избран Валентин Цветков.                                                                                     | активность — 44,51 % Валентин Цветков, депутат Госдумы — 45,96 % Виктор Михайлов, действующий губернатор — 41,31 % Василий Мирошниченко — 2 % против всех — 8,22 % | Выборы проходили в один тур. |
| 3 ноября     | Выборы губернатора Псковской области (повторное голосование)    | Избран Евгений Михайлов.                                                                                     | активность — 66,16 % Евгений Михайлов — 56,46 % Владислав Туманов — 36,89 % против всех — 5,32 % |                              |
| 9 ноября     | Выборы губернатора Калужской области (повторное голосование)    | Избран Валерий Сударенков.                                                                                   | активность — 40,96 % Валерий Сударенков — 63,51 % Олег Савченко — 30,48 % против всех — 3,99 % |                              |
| 17 ноября    | Выборы губернатора Алтайского края                              | Во второй тур вышли Александр Суриков и Лев Коршунов.                                                        | активность — 48,44 % Александр Суриков, председатель Алтайского краевого законодательного собрания — 46,92 % Лев Коршунов, действующий губернатор — 43,39 % Пётр Акелькин — 4,58 % против всех — 4,58 % |                              |
| 17 ноября    | Выборы губернатора Ставропольского края (повторное голосование) | Избран Александр Черногоров.                                                                                 | активность — 66,31 % Александр Черногоров — 55,10 % Пётр Марченко — 40,15 % против всех — 3,55 % |                              |
| 17 ноября    | Выборы губернатора Камчатской области                           | Во второй тур вышли Владимир Бирюков и Борис Олейников.                                                      | активность — 42,21 % Владимир Бирюков, действующий губернатор — 47,67 % Борис Олейников, ректор Петропавловск-Камчатского высшего морского училища — 10,65 % Михаил Кулак, 1-й заместитель командующего Камчатской военной флотилией — 9,36 % Николай Токманцев, генеральный директор государственного унитарного предприятия «Камчатский пищекомбинат» — 8,02 % Людмила Григорьева, заместитель начальника Главного управления Центробанка по Камчатской области — 5,49 % Николай Фатнев, председатель комитета социальной защиты населения Законодательного собрания Камчатской области — 2,97 % Михаил Екимов, координатор Камчатской региональной организации ЛДПР — 1,70 % Анатолий Свердлов, директор ООО «Партия» — 0,99 % Василий Кравченко, частный предприниматель — 0,14 % Сергей Харлашенков, исполнительный директор АО «Аксис-регион» — 0,06 % против всех — 10,40 % |                              |
| 17 ноября    | Выборы губернатора Мурманской области                           | Во второй тур вышли Евгений Комаров и Юрий Евдокимов.                                                        | активность — 48,15 % Евгений Комаров, действующий губернатор — 31,09 % Юрий Евдокимов, генеральный директор Мурманского филиала АФК «Система» и бывший председатель Облсовета — 20,10 % Михаил Зуб, генеральный директор Мурманского рыбокомбината — 13,92 % Борис Воробьёв, эксперт-специалист Аппарата Государственной Думы — 10,15 % Василий Калайда, председатель комиссии Облдумы — 7,14 % Игорь Лебедев, помощник депутата ГосДумы — 4,93 % Юрий Мясников — 1,47 % Вячеслав Кириченко — 0,91 % против всех — 8,44 % |                              |
| 17 ноября    | Выборы губернатора Коми-Пермяцкого автономного округа           | Избран Николай Полуянов.                                                                                     | активность — 57,08 % Николай Полуянов, действующий губернатор — 69,63 % Анатолий Федосеев, председатель Конституционной партии России и бывший депутат Совета Федерации — 15,26 % Анатолий Голубков, генеральный директор АООТ «Кудымкаргражданстрой» — 3,95 % против всех — 7,25 % |                              |
| 17 ноября    | Выборы губернатора Корякского автономного округа                | Избрана Валентина Броневич.                                                                                  | активность — 57,22 % Валентина Броневич, председатель избиркома Камчатской области и бывший председатель окрисполкома — 47,13 % Сергей Леушкин, действующий губернатор — 25,58 % Николай Савельев, директор ТОО «Передвижная механизированная колонна-134» — 9,92 % Александр Легинов, президент общественной организации «Коренные малочисленные народы Севера КАО» — 1,84 % Валентина Владимирова, заведующий орготделом администрации Олюторского района — 1,65 % Валерий Волков, председатель Комитета по управлению госимуществом КАО — 1,50 % против всех — 8,76 % | Выборы проходили в один тур. |
| 17 ноября    | Выборы губернатора Усть-Ордынского автономного округа           | Избран Валерий Малеев.                                                                                       | активность — 59,32 % Валерий Малеев, директор совхоза «Каменский» — 37,34 % Алексей Батагаев, действующий губернатор — 26,84 % Иван Иванов, помощник главы администрации Эхирит-Булагатского района — 25,70 % Валентин Назаров, директор ассоциации крестьянско-фермерских хозяйств «Приангарье» — 1,73 % Анатолий Бывальцев, заместитель главы администрации области — 0,78 % против всех — 3,74 % | Выборы проходили в один тур. |
| 24 ноября    | Выборы губернатора Курганской области                           | Во второй тур выходили Олег Богомолов и Анатолий Колташов, однако последний снял свою кандидатуру 29 ноября. | активность — 52,85 % Олег Богомолов — 40,87 % Анатолий Колташов — 33,14 % Анатолий Соболев — 12,92 % против всех — 10,45 % |                              |

## Декабрь
| Дата выборов | Вид выборов                                                             | Результаты выборов (избранное должностное лицо, повторное голосование, недействительность выборов) | Итоги голосования (в процентах) | Примечания |
| ------------ | ----------------------------------------------------------------------- | -------------------------------------------------------------------------------------------------- | --- | --- |
| 1 декабря    | Выборы Председателя Правительства Хакасии                               | Во второй тур вышли Алексей Лебедь и Евгений Резников.                                             | активность — 52,06 % Алексей Лебедь, депутат Госдумы, «Честь и Родина» — 42,10 % Евгений Резников, директор компании «Хакасуголь» — 17,00 % Евгений Смирнов, председатель Совета Министров Хакасии — 11,06 % Юрий Шпигальских, заместитель председателя Верховного Совета — 5,88 % Валерий Шавыркин, президент ассоциации «Золото Енисея» — 4,98 % Николай Булакин, мэр Абакана — 4,76 % Николай Лузанов, глава администрации Усть-Абаканского района — 3,46 % Анатолий Пластунов, генеральный директор АООТ «Хакасстройматериалы» — 2,03 % против всех — 5,52 % | |
| 1 декабря    | Выборы губернатора Алтайского края (повторное голосование)              | Избран Александр Суриков.                                                                          | активность — 55,86 % Александр Суриков — 49,36 % Лев Коршунов — 46,14 % против всех — 3,19 % | |
| 1 декабря    | Выборы губернатора Ивановской области                                   | Избран Владислав Тихомиров.                                                                        | активность — 47,36 % Владислав Тихомиров, губернатор с февраля 1996 года, председатель Облсовета/ЗС области — 50,12 % Сергей Сироткин, координатор Ивановской областной организации ЛДПР — 23,86 % Николай Лобаев, генеральный директор ОАО Агропромышленной компании «Кумир» — 9,41 % Иван Пименов, начальник областного управления инкассации — 7,11 % против всех — 6,11 % | |
| 1 декабря    | Выборы губернатора Камчатской области (повторное голосование)           | Избран Владимир Бирюков.                                                                           | активность — 34,25 % Владимир Бирюков — 60,96 % Борис Олейников — 27,80 % против всех — 9,53 % | |
| 1 декабря    | Выборы губернатора Мурманской области (повторное голосование)           | Избран Юрий Евдокимов.                                                                             | активность — 44,64 % Юрий Евдокимов — 43,45 % Евгений Комаров — 40,64 % против всех — 14,26 % | |
| 1 декабря    | Выборы губернатора Самарской области                                    | Избран Константин Титов.                                                                           | активность — 50,73 % Константин Титов, действующий губернатор — 63,39 % Валентин Романов, депутат Госдумы (КПРФ) — 29,86 % Владимир Чупшев, директор государственного предприятия «Экология» — 1,50 % против всех — 2,67 % | |
| 1 декабря    | Выборы губернатора Ненецкого автономного округа                         | Во второй тур вышли Владимир Хабаров и Владимир Бутов.                                             | активность — 65,35 % Владимир Хабаров, действующий губернатор — 40,64 % Владимир Бутов, депутат Законодательного собрания — 21,99 % Юрий Комаровский, бывший глава администрации — 15,30 % Валентин Варанкин, временно не работающий — 5,48 % Дмитрий Ружников, исполнительный директор окружного фонда медицинского страхования — 2,96 % Михаил Стаич, заместитель начальника по борьбе с организованной преступностью УВД НАО — 1,59 % Фёдор Малащенко, заместитель главы фермерского хозяйства «Аграрник» — 1,25 % против всех — 8,35 % | |
| 8 декабря    | Выборы губернатора Хабаровского края                                    | Избран Виктор Ишаев.                                                                               | активность — 48,23 % Виктор Ишаев, действующий губернатор — 76,93 % Валентин Цой, депутат Госдумы — 7,23 % Вадим Мантулов, генеральный директор АО «Завод Дальэнергомаш» — 5,03 % Анатолий Мироненко, помощник депутата Госдумы (ЛДПР) — 1,26 % Анатолий Ярошенко, директор Хабаровского дома науки и техники — 0,86 % Евгений Покусай, генеральный директор АОЗТ «Фирма Факт-ИНФО» и депутат краевой Думы — 0,78 % против всех — 6,24 % | |
| 8 декабря    | Выборы губернатора Архангельской области                                | Во второй тур вышли Анатолий Ефремов и Юрий Гуськов.                                               | активность — 47,62 % Анатолий Ефремов, действующий губернатор — 34,54 % Юрий Гуськов, депутат Госдумы и бывший первый секретарь обкома — 28,85 % Павел Поздеев, бывший представитель Президента РФ в Архангельской области — 1,35 % Александр Иванов, председатель комиссии областного Собрания депутатов — 5,42 против всех — 7,73 % | |
| 8 декабря    | Выборы губернатора Астраханской области                                 | Избран Анатолий Гужвин.                                                                            | активность — 56,89 % Анатолий Гужвин, действующий губернатор — 52,45 % Вячеслав Зволинский, депутат Госдумы (КПРФ) — 39,79 % | |
| 8 декабря    | Выборы губернатора Брянской области                                     | Избран Юрий Лодкин.                                                                                | активность — 50,61 % Юрий Лодкин, депутат Госдумы (КПРФ), бывший глава администрации области — 54,54 % Александр Семернёв, действующий губернатор — 25,81 % Владимир Барабанов, бывший губернатор — 5,57 % Сергей Симутин, директор областного вексельного центра — 4,12 Виктор Фёдоров, председатель комиссии Облдумы — 2,07 % Владимир Яковлев, проректор Московского государственного университета коммерции — 1,82 % Валерий Храмченков, помощник депутата Госдумы (ЛДПР) — 0,57 % Николай Зуйков, генеральный директор ОАО «Зодиак» — 0,48 % против всех — 2,82 % | |
| 8 декабря    | Выборы губернатора Владимирской области                                 | Избран Николай Виноградов.                                                                         | активность — 44,19 % Николай Виноградов, председатель ЗС области (КПРФ) — 62,29 % Юрий Власов, действующий губернатор — 21,71 % Николай Егоров, представитель Президента в области — 3,95 % Сергей Соколов, первый заместитель губернатора — 3,13 Леонид Шергин, помощник депутата Госдумы (Яблоко) — 1,80 % против всех — 4,71 % | |
| 8 декабря    | Выборы губернатора Воронежской области                                  | Избран Иван Шабанов.                                                                               | активность — 52,26 % Иван Шабанов, председатель областной Думы — 48,97 % Александр Цапин, действующий губернатор — 41,02 % Валентин Котляр, директор Воронежского отделения Международного фонда экономических и социальных реформ — 1,76 % Василий Кобылкин, депутат Госдумы — 1,66 % Николай Матвеев, директор МУСХП «Левобережное» — 1,60 % против всех — 1,98 % | Выборы проходили в один тур. |
| 8 декабря    | Выборы губернатора Костромской области                                  | Во второй тур вышли Виктор Шершунов и Валерий Арбузов.                                             | активность — 58,41 % Виктор Шершунов, начальник Административно-правового управления администрации Костромы — 41,72 % Валерий Арбузов, действующий губернатор — 27,33 % Николай Романов — 1,88 % | |
| 8 декабря    | Выборы губернатора Пермской области                                     | Во второй тур вышли Геннадий Игумнов и Сергей Левитан.                                             | активность — 44,28 % Геннадий Игумнов, действующий губернатор — 42,38 % Сергей Левитан, издатель газеты «Губернские вести» и бывший депутат Совета Федерации — 26,89 % Владимир Ильиных, гендиректор АООТ «Уралинтергазстрой» — 7,71 % Юрий Перхун, заведующий отделом обкома КПРФ — 4,89 % Станислав Пархоменко, начальник службы экономической безопасности фирмы «Санта» (ЛДПР) — 4,22 % Александр Новиков, главный инженер института «Пермагропромпроект» — 3,11 % против всех — 7,17 % | |
| 8 декабря    | Выборы губернатора Рязанской области                                    | Во второй тур вышли Вячеслав Любимов и Игорь Ивлев.                                                | активность — 50,82 % Вячеслав Любимов, аудитор Счётной палаты (КПРФ) — 38,29 % Игорь Ивлев, действующий губернатор — 29,55 % Валерий Клашников, директор ВНИИ коневодства и бывший председатель Облисполкома — 14,03 % Виктор Милехин, генеральный директор АОЗТ «Прополис» — 8,93 % Сергей Дорожко, заместитель председатель Комитета по управлению госимуществом области — 2,33 % против всех — 5,07 % | |
| 13 декабря   | Выборы губернатора Ненецкого автономного округа (повторное голосование) | Избран Владимир Бутов.                                                                             | активность — 62,14 % Владимир Бутов — 48,46 % Владимир Хабаров — 40,27 % против всех — 9,74 % | |
| 22 декабря   | Выборы президента Республики Марий Эл                                   | Во второй тур вышли Вячеслав Кислицын и Леонид Маркелов.                                           | активность — 50,82 % Вячеслав Кислицын, председатель правления Медведевского районного потребительского общества — 47,37 % Леонид Маркелов, депутат Госдумы (ЛДПР) — 29,21 % Владислав Зотин, действующий президент — 9,77 % Иван Хлебников, вице-премьер республики — 6,15 % Анатолий Попов, советник Территориального управления Администрации Президента — 1,16 % Геннадий Максимов, директор ООО «Фирма „Вагени“» — 0,93 % против всех — 3,03 % | |
| 22 декабря   | Выборы президента Республики Саха (Якутия)                              | Избран Михаил Николаев.                                                                            | активность — 50,82 % Михаил Николаев, действующий президент — 58,96 % Артур Алексеев, депутат Палаты Республики Госсобрания Якутии (КПРФ) — 25,46 % Прокопий Осипов, директор каскада Вилюйских гидроэлектростанций — 5,80 % Михаил Санников, председатель Контрольного комитета Палаты Республики Госсобрания Якутии — 1,98 % Николай Архипов, заместитель председателя исполкома Якутского республиканского объединения профсоюзов — 1,54 % против всех — 3,74 % | |
| 22 декабря   | Выборы Председателя Правительства Хакасии (повторное голосование)       | Избран Алексей Лебедь.                                                                             | активность — 46,34 % Алексей Лебедь — 71,85 % Евгений Резников — 19,77 % против всех — 6,52 % | |
| 22 декабря   | Выборы губернатора Краснодарского края                                  | Избран Николай Кондратенко.                                                                        | активность — 48,63 % Николай Кондратенко, первый заместитель гендиректора ОАО «Краснодарглавснаб» — 82,00 % Виктор Крохмаль, президент АО «Кубаньхлебопродукт» — 7,18 % Николай Егоров, действующий губернатор — 4,83 % Борис Вавилов, депутат ЗС края — 1,42 % Василий Дьяконов, бывший губернатор — 1,13 % Сергей Суслов, генеральный директор ООО «Оптовик Иванов и К» — 0,32 % Владимир Поздняков, гендиректор АОЗТ «Сельхозтранссервис» — 0,14 против всех — 1,92 % | |
| 22 декабря   | Выборы губернатора Архангельской области (повторное голосование)        | Избран Анатолий Ефимов.                                                                            | активность — 41,03 % Анатолий Ефремов — 58,67 % Юрий Гуськов — 33,24 % против всех — 6,60 % | |
| 22 декабря   | Выборы губернатора Волгоградской области                                | Во второй тур вышли Иван Шабунин и Николай Максюта.                                                | активность — 60,29 % Иван Шабунин, действующий губернатор — 37,64 % Николай Максюта, председатель Волгоградского горсовета (КПРФ) — 28,51 % Юрий Чехов, мэр Волгограда — 25,22 % Станислав Терентьев, главный редактор газеты «Колоколъ» — 2,11 % Вячеслав Молчанов, гендиректор НПО «Нива-ЛТД» — 1,09 % против всех — 3,38 % | |
| 22 декабря   | Выборы губернатора Костромской области (повторное голосование)          | Избран Виктор Шершунов.                                                                            | активность — 51,33 % Виктор Шершунов — 64,10 % Валерий Арбузов — 30,24 % против всех — 3,48 % | |
| 22 декабря   | Выборы губернатора Пермской области (повторное голосование)             | Избран Геннадий Игумнов.                                                                           | активность — 39,35 % Геннадий Игумнов — 63,86 % Сергей Левитан — 29,08 % против всех — 5,29 % | |
| 22 декабря   | Выборы губернатора Тюменской области                                    | Во второй тур вышли Леонид Рокецкий и Сергей Атрошенко.                                            | активность — 30,38 % Леонид Рокецкий, действующий губернатор — 42,01 % Сергей Атрошенко, председатель координационного совета движения «Тюмень-2000» — 23,87 % Геннадий Райков, депутат Государственной думы — 8,45 % Александр Черепанов, выдвинут изб. объединением «Совет рабочих, крестьян, специалистов и служащих Тюменской области» — 8,44 % Владимир Чертищев, директор представительства НК «Сиданко» по Тюменской области — 7,62 % Валерий Багин, директор гос.-правового департамента администрации области — 1,34 % Валерий Пантелеев,председатель ЦК Монархической партии России — 0,44 % против всех — 6,10 %                                                    | |
| 22 декабря   | Выборы губернатора Ульяновской области                                  | Избран Юрий Горячев.                                                                               | активность — 50,13 % Юрий Горячев, действующий губернатор — 42,48 % Александр Кругликов, депутат Государственной думы — 33,71 % Николай Семашин — 7,63 % Виктор Барткайтис — 5,63 % Юрий Чебуров — 7,62 % Валерий Багин — 3,45 Владимир Чинов — 0,33 % | Выборы проходили в один тур. |
| 22 декабря   | Выборы губернатора Челябинской области                                  | Избран Пётр Сумин.                                                                                 | активность — 53,48 % Пётр Сумин, депутат Государственной Думы (НПСР) — 50,79 % Вадим Соловьёв, действующий губернатор — 15,99 % Владимир Григориади, депутат Государственной думы — 8,58 % Владимир Головлев, депутат Госдумы (ДВР) — 6,49 % Василий Кичеджи, директор Челябинского тракторного завода — 3,64 % Сергей Костромин, председатель Национально-государственной партии — 3,52 % Андрей Белишко,руководитель представительства области в ассоциации «Урал» — 1,42 % Лев Убожко, председатель Консервативной партии — 0,84 % Александр Власов, президент ОАО «Маг» — 0,45 % Алексей Яловенко, координатор региональной организации ЛДПР — 0,42 % против всех — 5,26 % | Пётр Сумин избирался губернатором в 1993 году, но не был признан федеральным правительством                                               |
| 22 декабря   | Выборы главы администрации Таймырского автономного округа               | Избран Геннадий Неделин.                                                                           | активность — 48,32 % Геннадий Неделин, действующий глава администрации — 65,70 % Геннадий Субботкин, председатель окружной Думы — 11,30 % Василий Нечаев, заместитель председателя окружной Думы — 7,88 % против всех — 11,56 % | |
| 22 декабря   | Выборы губернатора Чукотского автономного округа                        | Избран Александр Назаров.                                                                          | активность — 59,42 % Александр Назаров, действующий губернатор — 65,18 % Владимир Етылин, заведующий лабораторией НИЦ «Чукотка» ДВО РАН — 21,04 % Юрий Бройтман, директор МП «Дом бытовых услуг „Северянка“» — 2,31 % против всех — 8,75 % | За день до выборов сняли кандидатуры генеральный директор АО «Ново-Мариинск» Александр Попов и председатель окружной Думы Сергей Поводырь |
| 22 декабря   | Выборы главы администрации Эвенкийского автономного округа              | Губернатор не избран, выборы отменены судом. Повторное голосование состоялось 16 марта 1997 года.  | активность — 64,15 % Александр Боковиков, председатель Законодательного Суглана — 35,52 % Анатолий Якимов, действующий глава администрации — 34,62 % Виктор Гаюльский, депутат Госдумы (НДР) — 13,12 % Сергей Суздалев, директор муниципального предприятия в пос. Ванавары — 8,24 % против всех — 5,54 % | Выборы проходили в один тур. |
| 29 декабря   | Выборы губернатора Волгоградской области (повторное голосование)        | Избран Николай Максюта.                                                                            | активность — 46,14 % Николай Максюта — 50,96 % Иван Шабунин — 44,15 % против всех — 3,65 % | |